# Iàgodnoie (Krasnodar)
|  | Per a altres significats, vegeu «Iàgodnoie». |

Iàgodnoie - Ягодное (rus) és un possiólok del krai de Krasnodar, a Rússia. Es troba al sud-est de la desembocadura del riu Beissug a la mar d'Azov. És a 37 km a l'est de Primorsko-Akhtarsk i a 106 km al nord de Krasnodar.
Pertany a l'stanitsa d'Ólguinskaia.